# Бієло Брдо (Ердут)
45°31′ пн. ш. 18°52′ сх. д. / 45.51° пн. ш. 18.87° сх. д.
Бієло Брдо (хорв. Bijelo Brdo) — населений пункт у Хорватії, в Осієцько-Баранській жупанії у складі громади Ердут.

## Населення
Населення за даними перепису 2011 року становило 1961 осіб.
Динаміка чисельності населення поселення:

## Клімат
Середня річна температура становить 11,13 °C, середня максимальна – 25,54 °C, а середня мінімальна – -5,97 °C. Середня річна кількість опадів – 649 мм.
| Клімат поселення                              | Клімат поселення | Клімат поселення | Клімат поселення | Клімат поселення | Клімат поселення | Клімат поселення | Клімат поселення | Клімат поселення | Клімат поселення | Клімат поселення | Клімат поселення | Клімат поселення | Клімат поселення |
| Показник                                      | Січ.             | Лют.             | Бер.             | Квіт.            | Трав.            | Черв.            | Лип.             | Серп.            | Вер.             | Жовт.            | Лист.            | Груд.            |                  |
| Середній максимум, °C                         | 5,95             | 7,93             | 12,60            | 17,30            | 22,70            | 25,54            | 25,20            | 24,89            | 20,90            | 15,36            | 9,30             | 5,40             |                  |
| Середня температура, °C                       | 0,00             | 1,98             | 6,64             | 11,36            | 16,75            | 19,58            | 21,21            | 20,96            | 16,95            | 11,39            | 5,38             | 1,50             |                  |
| Середній мінімум, °C                          | −5,97            | −4,03            | 0,64             | 5,36             | 10,74            | 13,64            | 17,30            | 17,03            | 13,04            | 7,47             | 1,42             | −2,49            |                  |
| Норма опадів, мм                              | 42               | 37               | 39               | 51               | 60               | 81               | 66               | 61               | 49               | 53               | 60               | 50               |                  |
| Середньомісячна швидкість вітру, м/с          | 2.34             | 2.60             | 2.90             | 2.80             | 2.50             | 2.30             | 2.20             | 2.08             | 2.00             | 2.20             | 2.30             | 2.40             |                  |
| Середньомісячна сонячна радіація, кДж/м²·день | 4263             | 6976             | 11022            | 15583            | 19385            | 21733            | 22249            | 20350            | 15087            | 9499             | 4829             | 3546             |                  |
| --------------------------------------------- | ---------------- | ---------------- | ---------------- | ---------------- | ---------------- | ---------------- | ---------------- | ---------------- | ---------------- | ---------------- | ---------------- | ---------------- | ---------------- |
| Джерело:                                      |                  |                  |                  |                  |                  |                  |                  |                  |                  |                  |                  |                  |                  |